# جويل فامييه
جويل فامييه (مواليد 14 مايو 1997) هو لاعب كرة قدم غاني يلعب في مركز المهاجم في نادي روبين قازان.

## وصلات خارجية
- جويل فامييه على موقع قاعدة بيانات كرة القدم.إي يو (الإنجليزية)
- جويل فامييه على موقع ناشيونال فوتبول تيمز (الإنجليزية)
- جويل فامييه على موقع Soccerway.com (الإنجليزية)
- جويل فامييه على موقع عالم كرة القدم.نت (الإنجليزية)